# Roberto Donís
Roberto Donís (* 26. Februar 1934 in Venado/San Luis Potosí; † 2008) war ein mexikanischer Maler.

## Biographie
Donis studierte an der Escuela Nacional de Pintura, Escultura y Grabado „La Esmeralda“ in Mexiko-Stadt. Ab 1954 lehrte er als Meister an der Kunsthochschule in Morelia. In Morelia hatte er auch seine erste Einzelausstellung. 1957 kehrte er zurück nach Mexiko-Stadt. Ein Jahr später ging er nach New York City und Washington und erhielt eine Ehrenerwähnung beim internationalen Wettbewerb des Instituto de Arte de México. 1962 ging er für zwei Jahre nach Paris und nahm dort 1963 auch an der III. Biennale de Paris teil. Zurück in Mexiko nahm er an der Confrontación 66 und war mit an der Auswahl der nationalen Vertreter für die Expo 67 beteiligt. Von 1966 bis 1969 lebte er in New York. Danach ging er nach Santa María del Tule und war maßgeblich an der Gründung der Werkstatt für Bildende Künste an der Universidad Autónoma Benito Juárez de Oaxaca sowie der „Rufino Tamayo“-Werkstatt in Oaxaca beteiligt. Donis stellte seine Bilder in mehreren amerikanischen, europäischen und asiatischen Ländern aus.